# MASS&HACHI
MASS＆HACHI　(マスアンドハチ）は、日本の建築設計事務所。増田忠史と蜂谷伸治によって2020年に神田神保町に設立。

## 主な人物
- 増田 忠史（ますだ ただふみ、1980年 - ）

富山県生まれ。2002年 早稲田大学理工学部建築学科卒業、2004年 早稲田大学大学院理工学研究科（古谷誠章研究室）修了。2004年 矢萩喜従郎建築計画を経て、2012年 増田建築計画事務所設立。2015年 株式会社MASSに改称、2020年 株式会社MASS&HACHI共同設立。現在、愛知産業大学通信教育部建築学科准教授。博士（工学）。
- 蜂谷 伸治（はちや しんじ、1979年 - ）

岡山県生まれ。2002年 早稲田大学理工学部建築学科卒業、2004年 早稲田大学大学院理工学研究科（古谷誠章研究室）修了。2008年 スイス連邦工科大学MAS ETH修了。de:Baumschlager_Eberle Baumschlager Eberle。Diener & Diener Architekten勤務を経て、2020年 株式会社MASS&HACHI共同設立。

## 主な作品
- 2014年 住宅和合[1]
- 2018年 WALL STAND LIGHT[2]
- 2020年 オフィスリノベーション駒沢[3][4]
- 2020年 鮨うがつ[5]
- 2021年 かきゴオリ八家[6][7][8]
- 2022年 東麻布さいこう[9][10]
- 2022年 バー六本木[11]
- 2022年 オランジェリー赤坂[12][13][14]
- 2023年 PRIMOPASSO[15]
- 2023年 鮨大矢[16]
- 2024年 すき焼きあさい[17]

## 主な受賞
- 2002年 SDレビュー2002入選・出展
- 2004年 早稲田大学小野梓記念賞芸術賞[18]
- 2018年 建築家のあかりコンペ2018入選[2]
- 2019年 ミャンマー超低コスト住宅パイロットプロジェクトプロポーザル 事業者に選定
- 2021年 大阪中之島美術館 家具製作プロポーザル入選